# 佩塔尔·日夫科维奇

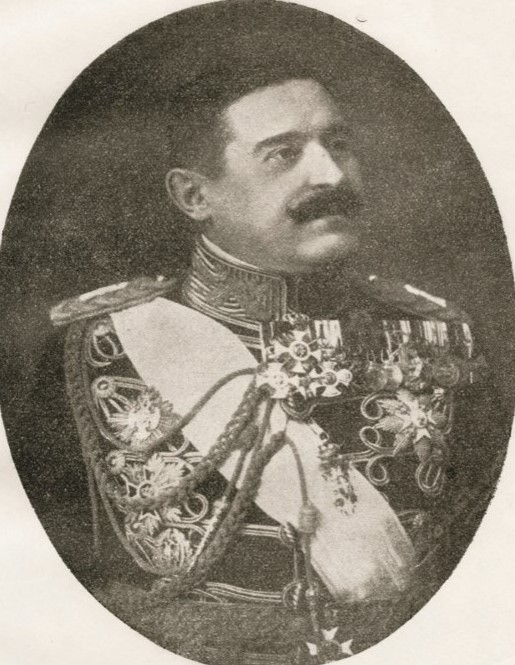
佩塔尔·日夫科维奇将军 (1930年)

佩塔尔·日夫科维奇（1879年1月1日—1947年2月3日），是南斯拉夫王国时期军人、政治家。日夫科维奇将军曾在1929年协助国王亚历山大一世发动「一月六日政变」，建立了君主独裁体制，之后他被任命为第8任南斯拉夫总理。